# Fiorella Luna
Fiorella Luna Cunti (Lima, 24 de noviembre de 1988) es una actriz, modelo y directora de teatro peruana. Es conocida por los roles de Leonor Mispireta y Helena Agüayo en la serie de televisión Al fondo hay sitio.[cita requerida]

## Biografía
Nació el 24 de noviembre de 1988 en Lima, bajo el nombre completo de Fiorella Luna Cunti. Es proveniente de una familia de clase media.[cita requerida]
Luna comenzó su carrera artística participando en diferentes certámenes de belleza. En el año 2006 fue participante de la competencia nacional Miss Perú Universo, la cual no llegó a ganar la corona y se llevó el título de «Miss Personalidad».[cita requerida] A lo paralelo, ese mismo año formó parte del staff de modelos del programa concurso peruano Con buena onda por la cadena ATV, quién sería presentado por el actor y presentador Adolfo Aguilar.
Tras la cancelación del programa, Luna continuó con su carrera como modelo para luego, en el 2008 concursar en el certamen de belleza Miss Perú Atlántico, convirtiéndose así en la ganadora de la edición a la edad de 19 años y accedió directo al evento principal Miss Atlántico International en representación de su país, la cual se realizó en Punta del Este y obtuvo el premio de «Mejor traje fantasía».
Años después, se incursionaría por primera vez en la actuación, recibiendo clases en los talleres del primer actor Alberto Ísola y posteriormente, en el Centro de Formación Actoral Aranwa con Jorge Chiarella y en el Taller en Formación Actoral de Ramón García, incluyendo en el taller de improvisación teatral de la mano de Wendy Ramos.
Luna debutó de manera oficial como actriz participando en la cinta Robot: Bollywood en el año 2010.Tiempo más tarde, Luna participó como invitada en la teleserie Al fondo hay sitio en 2016, donde interpretó inicialmente a Leonor Mispireta, una de las secretarias de la Corporación Maldini, la cual regresó a la ficción en el año 2023, pero esta vez con su personaje de Helena Agüayo, una cobradora de microbús, con quién trabaja con su hermana mayor Graciela «Chela» Agüayo (interpretada por la actriz y presentadora de televisión Adriana Quevedo).
Al año siguiente, se suma a la teleserie cómica peruana De vuelta al barrio con su personaje de Jennifer Canales «Jenny». Además, obtuvo el protagónico de la obra teatral El collar en 2022, la cual compartió el rol junto a la actriz Airam Galliani, hija del reconocido actor y músico Sergio Galliani, y antagonizó la telenovela Dos hermanas como Martha Ruíz en el año 2020. En simultáneo, participó en la obra de teatro Hijos de la guerra como Shelley en ese año.
Protagonizó el proyecto teatral web Mi muñequita: La farsa donde haría el papel de «la Nena» y obtuvo la nominación a «mejor actriz en drama virtual» por parte de los Premios El Oficio Crítico, saliendo finalmente como ganadora.[cita requerida]
Obtuvo el coprotagónico de la obra de teatro El hijo en el año 2022 en el papel de Sofía, la cual compartió escenas junto a los actores Brando Gallesi e Ismael La Rosa, y protagonizó el proyecto teatral Vóley de Aldo Miyashiro como «Cata», una integrante de un grupo de amigos que se conocen desde adolescentes. Luna antagonizó la película cómica Asu mare, los amigos en el año 2023, en el papel de Luciana.
Fuera de su carrera artística, se dedica a un tiempo a la enseñanza, realizando talleres de actuación para niños y adolescentes en su propia productora bajo el nombre de «Mamacita Gesta», la cual se desempeña como cofundadora. Además, Luna dirigió la obra de teatro Mi primer impulso en 2023.[cita requerida]

## Filmografía

### Televisión
| Año           | Título                    | Rol                                        | Notas                              | Emisión            | Ref.             |
| ------------- | ------------------------- | ------------------------------------------ | ---------------------------------- | ------------------ | ---------------- |
| 2006          | Con buena onda            | Ella misma                                 | Modelo y bailarina                 | ATV                | [ 4 ]            |
| 2014          | Locura de amor            |                                            | Rol secundario                     | América Televisión | [cita requerida] |
| 2015          | Ven, baila, quinceañera   |                                            | Rol secundario                     | América Televisión | [cita requerida] |
| 2016          | Al fondo hay sitio        | Leonor Mispireta / «Señorita Mispireta»    | Rol recurrente                     | América Televisión | [ 9 ]            |
| 2023          | Al fondo hay sitio        | Helena Agüayo                              | Rol recurrente                     | América Televisión | [ 3 ]            |
| 2017          | De millonario a mendigo   |                                            | Rol principal                      | Latina Televisión  | [cita requerida] |
| 2017-2018     | De vuelta al barrio       | Jennifer Meredith Canales Dávila / «Jenny» | Rol recurrente                     | América Televisión | [ 10 ] [ 11 ]    |
| 2019          | Señores papis             | Saliente de Ignacio Moreno                 | Rol principal                      | América Televisión | [ 21 ]           |
| 2020          | La rosa de Guadalupe Perú | Lourdes                                    | Episodio: «La fuerza de la verdad» | América Televisión | [ 22 ]           |
| 2020          | La rosa de Guadalupe Perú | Profesora Silvana                          | Episodio: «La burra»               | América Televisión |                  |
| 2025          | La rosa de Guadalupe Perú | Malena                                     | Episodio: «Código de seguridad»    | América Televisión |                  |
| 2020-2021     | Dos hermanas              | Martha Ruíz Salinas                        | Rol de antagonista principal       | América Televisión | [ 14 ]           |
| 2024–presente | Los otros Concha          | Susana Conde Horna «Susanita»              | Rol de antagonista principal       | América Televisión | [cita requerida] |

### Cine
| Año  | Título               | Rol                          | Notas                        | Ref.             |
| ---- | -------------------- | ---------------------------- | ---------------------------- | ---------------- |
| 2010 | Robot: Bollywood     |                              | Rol principal                | [cita requerida] |
| 2016 | Calichín             | Una de las diablitas         | Rol secundario               | [cita requerida] |
| 2017 | Una comedia macabra  | Cecilia / «Ceci»             | Rol principal                | [cita requerida] |
| 2017 | Aj Zombies!          |                              | Rol principal                | [cita requerida] |
| 2018 | Amigos en apuros     | Bailarina vestida de policía | Rol principal                | [ 23 ]           |
| 2019 | ¿Mi novia es él?     |                              | Rol principal                | [cita requerida] |
| 2019 | Papá x tres          | Natalie                      | Rol principal                | [cita requerida] |
| 2020 | Locos de amor 3      |                              | Rol principal                | [cita requerida] |
| 2021 | Prohibido salir      | Alessia                      | Rol principal                | [cita requerida] |
| 2023 | Asu mare, los amigos | Luciana                      | Rol de antagonista principal | [ 19 ]           |
| 2023 | Astronautas          |                              | Rol principal                | [ 24 ]           |

## Teatro
- Cyrano de Bergerac (2015)
- Super Pedro y el rescate de las flores (2016)
- Casa refugio (2016)[25]
- Griegas (2019)
- Vóley (2019) como «Cata» (Rol protagónico).[18]
- La asamblea de las mujeres (2019)
- Hijos de la guerra (2020) como Shelley (Rol principal).[15]
- Mi muñequita: La farsa (2020) como «la Nena» (Rol protagónico).[2][26][27]
- Loco por Sharon (2021)
- Nacer (2021) como ella misma (Directora general).[28]
- Mamacita (2021) como ella misma (Productora ejecutiva).[29]
- Souvenir (2021) como ella misma (Directora general).[28]
- El collar (2022) como la Mujer (Rol protagónico).[12]
- Relatos siniestros 2 (2022)[30]
- El hijo (2022) como Sofía (Rol coprotagónico).[17]
- Barrunto (2023)[31][32]
- Mi primer impulso (2023) como ella misma (Directora principal).

## Certámenes de belleza
- Miss Perú Atlántico 2008 (Ganadora)[6][7]
- Miss Atlántico International 2008 («Mejor traje fantasía»)[8][7]
- Miss Perú Universo 2006 (Miss Personalidad)[cita requerida]

## Premios y nominaciones
| Año  | Premios                  | Categoría                       | Trabajo                | Resultado | Ref.   |
| ---- | ------------------------ | ------------------------------- | ---------------------- | --------- | ------ |
| 2020 | Premio El Oficio Crítico | «Mejor actriz en drama virtual» | Mi muñequita: La farsa | Ganadora  | [ 33 ] |